# Роџер Далтри
Роџер Хари Далтри (енгл. Roger Harry Daltrey *Лондон, 1. март 1944) је енглески музичар, певач и глумац, најпознатији као главни вокал и повремено гитариста у рок бенду Ху (The Who). Његова каријера у бенду сеже у 1964. годину, која је година њиховог раног почетка, а показаће се да ће група Ху постати пионир хард рока и један од најутицајнијих бендова 20. века.
Роџер Далтри је убрзо постао препознатљива сценска персона, са својом плавом, коврџавом косом (због тадашњих пропозиција, првобитно је била краћа и равна). Ексцентрични и дивљи наступ групе Ху, који се манифестовао још од њиховог првог албума и истоименог сингла "My Generation" из 1965, а кулминацију доживео на фестивалу у Вудстоку 1969. године, дефинисаће Далтрија као једног од великих узора својим тадашњим млађим савременицима, попут Роберта Планта или Јана Гилана. 
Након распада групе 1982. године, посвећује се и глумачкој каријери. 
Са својим колегама из групе је примљен у Рокенрол кућу славних (1990).
Од 1996. је поново део сталних наступа групе Ху. 
После смрти Кита Муна (1978) и Џона Ентвисла (2002), са Питом Таунсендом остаје једини оригинални члан бенда.